# Seznam uměleckých realizací ve veřejném prostoru ve Stodůlkách
Seznam uměleckých realizací ve Stodůlkách v Praze 13 obsahuje tvorbu výtvarných umělců umístěnou ve veřejném prostoru v katastrálním území Stodůlky. Seznam je řazen podle ulic a nemusí být úplný.

## Seznam uměleckých realizací
| Název                                                                                | Fotografie                                                                     | Lokace                                                    | Autor                                                        | Rok       | Popis                                          | Poznámka |
| ------------------------------------------------------------------------------------ | ------------------------------------------------------------------------------ | --------------------------------------------------------- | ------------------------------------------------------------ | --------- | ---------------------------------------------- | --- |
| neuveden (†)                                                                         |                                                                                | Archeologická 50°2′40,45″ s. š., 14°19′53,04″ v. d.       | Václav Šerák (*1931) Aleš Werner (*1959)                     | 1989      | mozaika, šamotová keramika                     | Metro B-Lužiny zakryto hernou |
| Transformovatelný objekt (†)                                                         |                                                                                | Archeologická 50°2′38,13″ s. š., 14°19′54,05″ v. d.       | Radek Kratina                                                | 1983      | kov                                            | osazeno 1991 umístěno v depozitáři NTM |
| Jinoch na startu, Muž v cíli                                                         | Kategorie „Jinoch na startu, Muž v cíli (Olbram Zoubek)“ na Wikimedia Commons  | Archeologická 2256/1 50°2′37,7″ s. š., 14°19′55,16″ v. d. | Olbram Zoubek (1926–2017)                                    | 1991      | socha, cement                                  | OC Lužiny |
| Oblak                                                                                |                                                                                | Bavorská 50°3′18,86″ s. š., 14°19′4,99″ v. d.             | Miroslav Vystrčil (1924-2014)                                | 1975      | socha, mramor                                  | pro administrativní budovu n.p. Mototechna |
| Gymnastka se stuhou                                                                  | Kategorie „Gymnastka se stuhou (Jaroslav Kolomazník)“ na Wikimedia Commons     | Bellušova 1877/68 50°2′29,13″ s. š., 14°19′30,13″ v. d.   | Jaroslav Kolomazník (Jaroslav Kolovrat) (*1935)              | 1989      | socha, bronz                                   | před sportovní halou |
| Duha                                                                                 | Kategorie „Duha (fontána)“ na Wikimedia Commons                                | Brdičkova 50°2′34,62″ s. š., 14°19′55,3″ v. d.            | Luděk Buriánek (1923–1998) Josef Němec                       | 1989      | mozaika, sklo                                  | mezi OC Lužiny a ZŠ Brdičkova |
| Nárožní kámen                                                                        | Kategorie „Nárožní kámen (Jasan Zoubek)“ na Wikimedia Commons                  | Brdičkova 50°2′34,56″ s. š., 14°19′53,83″ v. d.           | Jasan Zoubek (*1956)                                         | 1988      | socha, vápenec                                 | Sídliště Lužiny |
| Obří keramické masky                                                                 | Kategorie „Masky (Lužiny)“ na Wikimedia Commons                                | Bronzová 50°2′41,58″ s. š., 14°19′44,65″ v. d.            | Alexandra Koláčková (*1964)                                  | 2010      | sochy, glazovaná keramika, beton               | exteriér |
| Dvě komorní plastiky Dvojice a Čekání pro stanici metra Dukelská (Nové Butovice) (†) | Kategorie „Sokly dvou komorních plastik Dvojice a Čekání“ na Wikimedia Commons | Bucharova 50°3′3,16″ s. š., 14°21′9,3″ v. d.              | Jiří Volf (1944–2020)                                        | 1988      | socha, poštorenská kamenina                    | Metro B-Nové Butovice, zničeno, dochované sokly                                                                                                  |
| Dukla                                                                                | Kategorie „Pomník dukelským hrdinům (Nové Butovice)“ na Wikimedia Commons      | Bucharova 50°3′2,47″ s. š., 14°21′2,02″ v. d.             | Milan Vácha (*1944)                                          | 1988      | socha, pískovec                                | Metro B-Nové Butovice |
| Pomník hrdinům z jinonického akcízu                                                  | Kategorie „Pomník hrdinům z jinonického akcízu“ na Wikimedia Commons           | Bucharova 50°3′2,44″ s. š., 14°21′1,54″ v. d.             | Milan Vácha (*1944)                                          | 2014      | bronz, pískovec                                | odhaleno 3. října |
| Zahradní plastika (†)                                                                |                                                                                | Bucharova 50°3′3,42″ s. š., 14°21′8,7″ v. d.              | Aleš Werner (*1952)                                          | 1988      | keramika                                       | Metro B-Nové Butovice odstraněno |
| Stroj - vesmírný pták                                                                | Kategorie „Vesmírný pták (Stefan Milkov)“ na Wikimedia Commons                 | Fingerova 2186/17 50°2′56,78″ s. š., 14°20′52,54″ v. d.   | Stefan Milkov (*1955)                                        | 1987      | socha, bronz                                   | základní škola |
| Dětská minizahrada na sídlišti Stodůlky                                              | Kategorie „Dětská minizahrada (Ivo Oberstein)“ na Wikimedia Commons            | Hábova 50°2′46,19″ s. š., 14°18′38,14″ v. d.              | Ivo Oberstein (*1935) arch. Václav Valtr                     | 1986      | architektonický objekt, beton, cihla, keramika | Sídliště Stodůlky |
| Větrná růžice                                                                        | Kategorie „Větrná růžice (Stodůlky)“ na Wikimedia Commons                      | Hábova 50°2′46″ s. š., 14°18′38,14″ v. d.                 |                                                              | 1986      | nerez                                          | Sídliště Stodůlky |
| Kolotoč                                                                              |                                                                                | Heranova 50°2′44,7″ s. š., 14°18′46,07″ v. d.             | Milan Vácha (*1944) Ivo Oberstein (*1935) arch. Václav Valtr | 1984      | dubové dřevo; nerez, plast, keramika           | původní kolotoč odstraněn a nahrazen nerezovým s plastovými sedačkami                                                                            |
| Rodina                                                                               | Kategorie „Rodina (Milan Vácha)“ na Wikimedia Commons                          | Hostinského 50°2′46,39″ s. š., 14°18′52,86″ v. d.         | Milan Vácha (*1944)                                          | 1986      | socha, vračanský vápenec                       | Sídliště Lužiny zdravotní středisko |
| Sluneční hodiny                                                                      | Kategorie „Sluneční hodiny (Pavel Přikryl)“ na Wikimedia Commons               | Hostinského 50°2′45,75″ s. š., 14°18′55,71″ v. d.         | Pavel Přikryl (*1940)                                        | 1986      | architektonický prvek, pískovec, cihly         | Sídliště Stodůlky |
| Motýli                                                                               | Kategorie „Motýli (Jiří Novák)“ na Wikimedia Commons                           | Janského 2189/18 50°2′19,23″ s. š., 14°20′36,61″ v. d.    | Jiří Novák (1922–2010)                                       | 1985      | socha, nerez                                   | základní škola |
| Očistné cvičení                                                                      | Kategorie „Špička (náměstí Junkových)“ na Wikimedia Commons                    | náměstí Junkových 50°2′47,83″ s. š., 14°18′20,3″ v. d.    | Martin Zet (*1959)                                           | 1987–1994 | socha, mramor                                  | původně určeno pro nedostavěný západní vestibul stanice metra Stodůlky, později přemístěno za vestibul do prostoru nově postavené Britské čtvrti |
| Rusalka                                                                              | Kategorie „Rusalka (Stodůlky)“ na Wikimedia Commons                            | Kovářova 50°2′55,61″ s. š., 14°18′40,33″ v. d.            | Kurt Gebauer (*1941)                                         | 1986      | socha, bronz                                   | park ve starých Stodůlkách, osazeno roku 1989 |
| Bublák                                                                               | Kategorie „Kašna (Milan Vácha)“ na Wikimedia Commons                           | Kuncova 50°2′57,85″ s. š., 14°18′44,64″ v. d.             | Milan Vácha (*1944)                                          | 1983      | fontána, pískovec                              | základní škola |
| Lodní uzel                                                                           |                                                                                | Lýskova 50°3′5,62″ s. š., 14°18′45,81″ v. d.              | Pavel Přikryl (*1940) Jiří Genzer (*1953)                    | 1988      | pískovec                                       | pramen Prokopského potoka |
| Den                                                                                  | Kategorie „Den (Jaroslav Róna))“ na Wikimedia Commons                          | Ovčí hájek 2153/2 50°3′0,56″ s. š., 14°20′57,38″ v. d.    | Jaroslav Róna (*1957)                                        | 1991      | štípaná skleněná mozaika                       | fasáda domu |
| Závit                                                                                | Kategorie „Závit (Čestmír Suška)“ na Wikimedia Commons                         | Petržílkova 50°3′6,94″ s. š., 14°20′43,3″ v. d.           | Čestmír Suška (*1952)                                        | 1990      | socha, pískovec                                | Sídliště Nové Butovice |
| Volavky                                                                              | Kategorie „Volavky (Jana Moravcová, Luboš Moravec)“ na Wikimedia Commons       | Píškova 50°2′34,93″ s. š., 14°19′57,41″ v. d.             | Luboš Moravec (1925–2010) Jana Moravcová (*1929)             | 1988      | socha; antimon, cín, olovo                     | mezi OC Lužiny a základní školou |
| 13. komnatou prošel Orant                                                            | Kategorie „Fontána Keltský bojovník (Stanislav Hanzík)“ na Wikimedia Commons   | Přecechtělova 50°2′15,4″ s. š., 14°20′21,91″ v. d.        | Stanislav Hanzík (1931–2021)                                 | 1992      | socha, pískovec                                | vnitroblok, Velká Ohrada |
| Noc                                                                                  | Kategorie „Noc (Jaroslav Róna)“ na Wikimedia Commons                           | Seydlerova 2146/13 50°2′59,54″ s. š., 14°20′46,78″ v. d.  | Jaroslav Róna (*1957)                                        | 1991      | štípaná skleněná mozaika                       | fasáda domu |
| Trifot                                                                               | Kategorie „Trifot“ na Wikimedia Commons                                        | Seydlerova 50°3′2,23″ s. š., 14°20′57,53″ v. d.           | David Černý (*1967)                                          | 2016      | kov, plech                                     | odhaleno 13. října; exteriér |
| Cyberdog                                                                             | Kategorie „Cyberdog (Nové Butovice)“ na Wikimedia Commons                      | Seydlerova 50°3′1,69″ s. š., 14°20′58,52″ v. d.           | David Černý (*1967)                                          | 2018      |                                                | sochařsky ztvárněný architektonický objekt sloužící jako plně roboticky obsluhovaný bar                                                          |
| Pítko pod pergolou                                                                   | Kategorie „Pítko pod pergolou (Marta Taberyová)“ na Wikimedia Commons          | Sluneční náměstí 50°2′55,38″ s. š., 14°20′41,09″ v. d.    | Marta Taberyová (*1930)                                      | 1992      | prameník, keramika                             | Sídliště Nové Butovice; motivy z knihy Malý princ                                                                                                |
| Nerezový prameník pitné vody v centru sídliště Stodůlky                              | Kategorie „Nerezový prameník (Miroslav Klíma)“ na Wikimedia Commons            | Trávníčkova 50°2′39,73″ s. š., 14°19′14,81″ v. d.         | Miroslav Klíma (*1930) Ing. arch. Ivan Hořejší               | 1989      | prameník, korozivzdorná ocel                   | Metro B-Luka OD Luka |
| Radost z mládí - kašna (†)                                                           |                                                                                | Trávníčkova 50°2′37,87″ s. š., 14°19′12,67″ v. d.         | Jiří Kryštůfek (1932–2014)                                   | 1988      | kašna s plastikou, bronz                       | plastika v 90. letech 20. století odcizena |